# Sarıağıl, Ağaçören
Sarıağıl là một xã thuộc huyện Ağaçören, tỉnh Aksaray, Thổ Nhĩ Kỳ. Dân số thời điểm năm 2010 là 244 người.